# Iona Timofejewitsch Nikittschenko

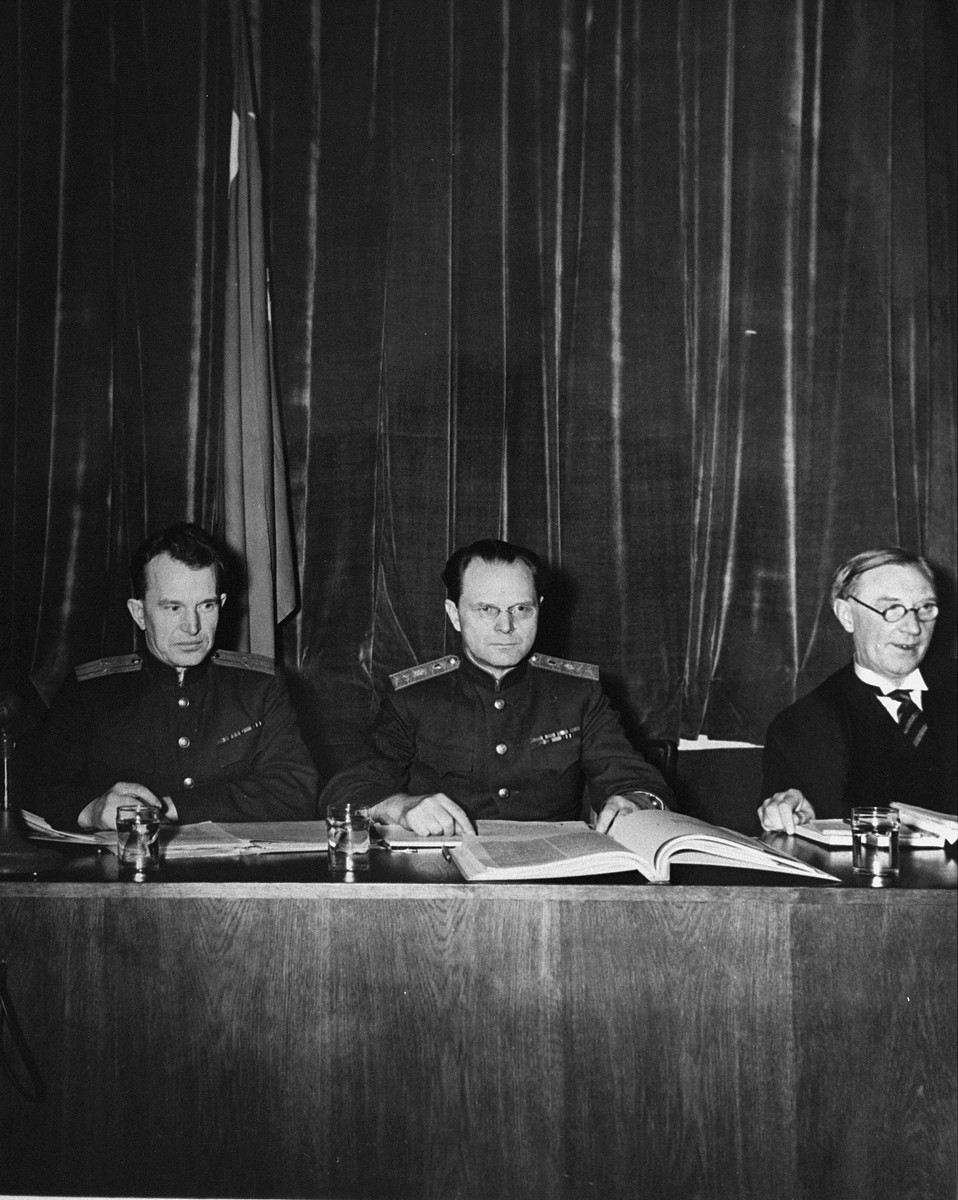
Von links: A. F. Woltschkow, I. T. Nikittschenko und der britische Richter Norman Birkett

Iona Timofejewitsch Nikittschenko (russisch Иона Тимофеевич Никитченко, wiss. Transliteration Iona Timofeevič Nikitčenko; * 28. Juni 1895 in Tuslukow, Russisches Kaiserreich (heute  Oblast Rostow, Russland); † 22. April 1967 in Moskau) war ein sowjetischer Richter während der Moskauer Schauprozesse und am Internationalen Militärgerichtshof beim Nürnberger Prozess gegen die Hauptkriegsverbrecher.

## Leben
Iona Timofejewitsch Nikittschenko arbeitete ab 1908 in den Bergwerken des Donezbeckens. Dort schloss er sich der revolutionären Bewegung an. 1914 trat er in die SDAPR(B) ein. Er beteiligte sich aktiv an der Aufstellung der Roten Garde in Nowotscherkassk im Jahre 1917. Ab 1918 kämpfte er im Bürgerkrieg. Der Dichter Dmitri Andrejewitsch Furmanow hat ihn in seiner historischen Erzählung Meuterei (dt. 1926) charakterisiert, die die Niederschlagung eines Putsches in Alma-Ata beschreibt.
Seit dem Bürgerkrieg übte er ein Richteramt aus. Von 1936 bis 1938 war Nikittschenko Richter bei Josef Stalins Schauprozessen. Er war unter anderem an den Todesurteilen gegen Iwan Nikititsch Smirnow und Fritz David beteiligt. Einer seiner Grundsätze lautete, dass richterliche Unabhängigkeit lediglich „zu unnötigen Verzögerung führt“. Im Sommer 1945 leitete er die sowjetische Delegation auf der Viermächtekonferenz in London und gehörte neben Aron Naumowitsch Trainin zu den Unterzeichnern des Viermächte-Abkommens vom 8. August 1945. Im Herbst 1945 übernahm er für den Internationalen Militärgerichtshof in Berlin den Vorsitz, um die organisatorischen und juristischen Fragen für Nürnberg zu klären.